# Hessische Automobil

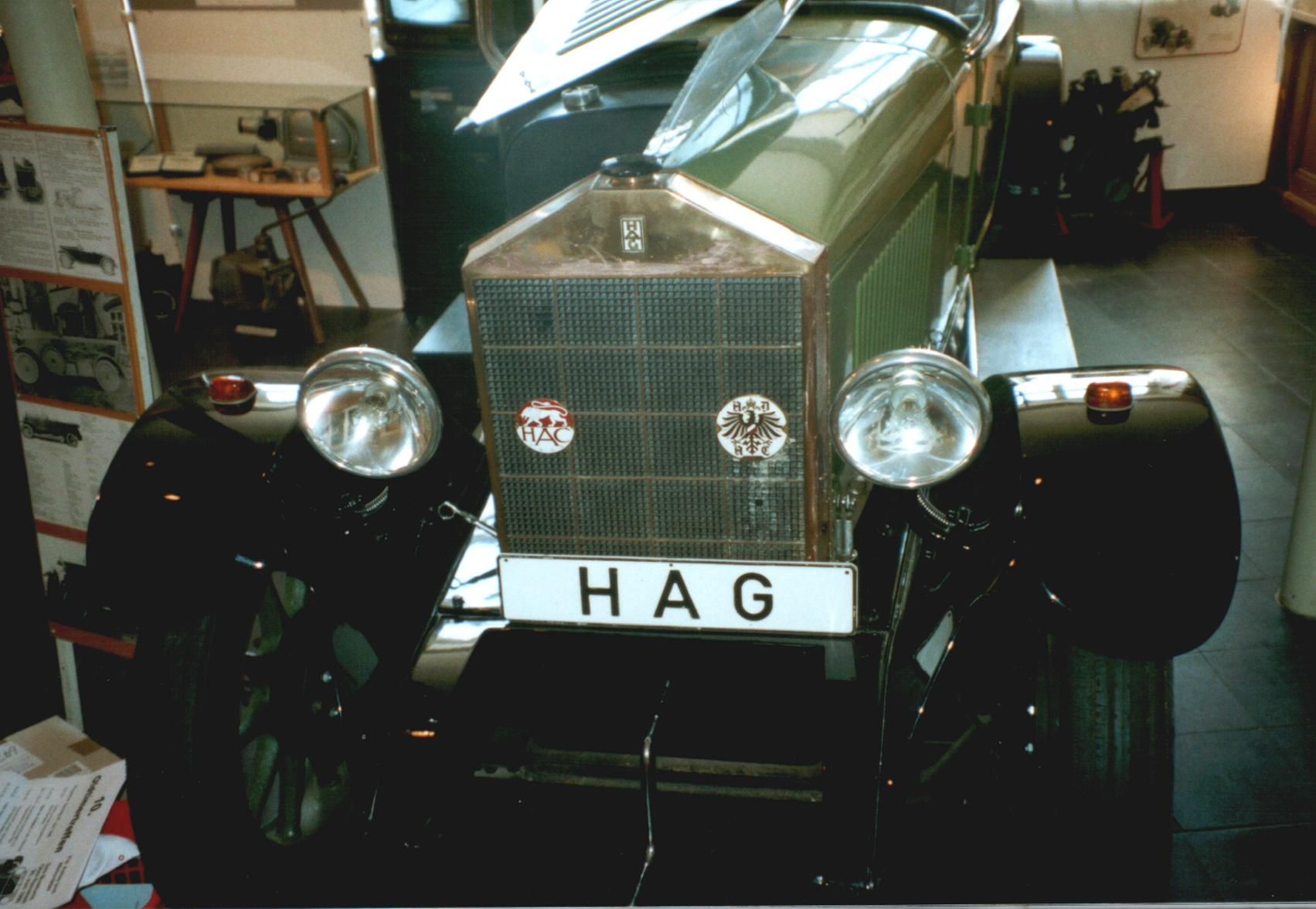
Front eines HAG-Gastell 5/25 PS von 1926

Die Hessische Automobil-AG war ein deutscher Automobilhersteller in Darmstadt, dessen Produkte unter der Marke HAG vertrieben wurden.

## Unternehmensgeschichte
Die Hessische Automobil-GmbH, die sich anscheinend noch auf den Handel mit Automobilen anderer Hersteller beschränkt hatte, wurde zum 18. Februar 1922 in eine Aktiengesellschaft umgewandelt. Das Aktienkapital betrug zunächst 2,5 Millionen Mark, wurde jedoch wegen der sich weiter steigernden Inflation zum 15. Dezember 1922 auf 60 Millionen Mark erhöht. 1922 begann man in Darmstadt mit der Produktion von Automobilen unter der Marke HAG. Als Konstrukteur verpflichtete das Unternehmen Georg Hoffmann, der zuvor bei der Fafag tätig war. Der HAG-Direktor Werner Leufgen war anscheinend gleichzeitig Aufsichtsratsmitglied der Fafag. Ob über diese persönlichen Verbindungen hinaus unternehmerische bzw. juristische Beziehungen zur Fafag bestanden, ist unklar.
1925 übernahm die Waggonfabrik Gebrüder Gastell in Mainz das Unternehmen, die Marke lautete nun HAG-Gastell. Die Produktion fand vorläufig weiterhin in Darmstadt statt, erst 1926 wurde sie nach Mainz verlegt. 1928 endete die Produktion nach etwa 350 hergestellten Fahrzeugen.

## Fahrzeuge
Das erste Modell war der von Georg Hoffmann konstruierte 5/18 PS. Dieses Fahrzeug war mit einem Vierzylindermotor ausgestattet, der aus 1300 cm³ Hubraum 18 PS leistete. Das Besondere an dem Motor war die Königswelle. 1925 folgte das neue Modell 5/25 PS, dessen Motor 25 PS leistete. Es gab auch eine Sportversion mit 1500 cm³ Hubraum.
Mindestens ein Fahrzeug nahm 1923 am Kleinautorennen auf der Berliner AVUS teil.
Ein Fahrzeug existiert noch heute, es ist im Museum im alten Rathaus in Ober-Ramstadt ausgestellt.